# 木曽地域

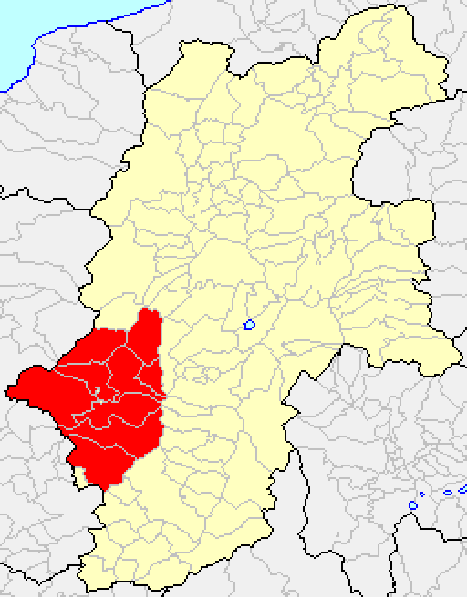
赤い部分が狭義の木曽地域。

木曽地域（きそちいき）は、長野県のうち木曽川流域を指す。長野県を10地域に分ける際に用いられる。

## 概要
木曽川流域に当たり、歴史的に下流域の岐阜県の東濃（旧美濃国）や愛知県西部（旧尾張国）との繋がりが深い。鎌倉時代までは美濃国恵那郡に入れられていた地域で、江戸時代には尾張藩の領土に入れられていた。方言も長野・山梨・静岡方言（ナヤシ方言）の地域であるものの、岐阜・愛知方言（ギア方言）の影響を強く受ける。長野県は関東にも中日本にも分類されるが、木曽地域は中日本の要素が強く、日本海側である北信地方との繋がりは浅い。
観光ガイドなどでの木曽は、これとほぼ一致する。ただし厳密には、松本市の旧奈川村、塩尻市の旧楢川村、岐阜県中津川市に越県編入された旧山口村、旧神坂村も含まれる。木曽郡や木曽広域連合の範囲と一致する。
人口は23,811人（2023年12月1日現在）。前述の通り木曽川流域とあって古くから東濃や名古屋の交流が深く、直線距離では近い伊那谷とは中央アルプスに阻まれている為に交流は非常に浅かった。しかし、2006年2月4日に権兵衛トンネルが開通したことにより、交流も密になり始めている。

## 該当市町村
以下は長野県の定義である。
- 木曽郡全域
  - 上松町
  - 木曽町
  - 南木曽町
  - 王滝村
  - 大桑村
  - 木祖村

市外局番は0264（南木曽町の一部を除く、木曽福島MA、市内局番は20 - 59）である。

## 木曽地域振興局
〒397-8550 木曽郡木曽町福島2757番地1